# Metadata Working Group
Die Metadata Working Group (MWG) ist ein Konsortium, in dem sich mehrere etablierte Soft- und Hardware-Hersteller der Digital-Media-Branche zusammengefunden haben, um die teilweise widersprüchliche Verwendung von Metadaten in Bilddateien zu vereinheitlichen. Die Initiative wurde 2006 von Microsoft eingeleitet, im Jahre 2007 traten Adobe, Apple, Canon und Nokia bei, 2008 folgte Sony.
Ziel ist nicht, bestehende Standards wie IPTC-IIM-Standard, Exif oder XMP zu ersetzen, sondern deren sinnvolle Nutzung durch einen übergreifenden Rahmen abzusichern.

## Spezifikation
Am 24. September 2008 wurde auf einer Pressekonferenz anlässlich der photokina in Köln die MWG-Spezifikation 1.0 der Öffentlichkeit vorgestellt.
Diese neue Spezifikation soll sowohl professionellen als auch Amateuranforderungen gerecht werden und entsprechend festlegen, wie Metadaten gespeichert und ausgetauscht werden beziehungsweise wie sie zu handhaben sind. Damit ermöglicht die MWG Herstellern und Anwendern deutlich bessere Kompatibilität in der Verwendung der Metadaten.

## Beispiel

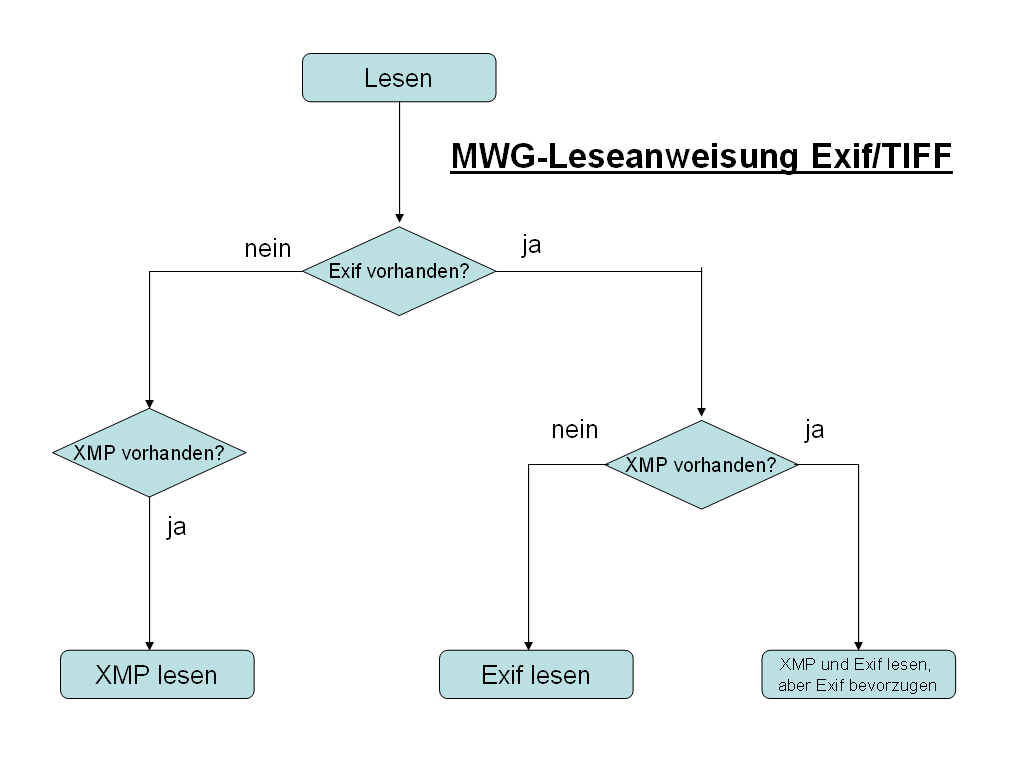
MWG Anweisung zum Exif-Lesen aus TIFF

Bisher können in einer digitalen Bilddatei zum Beispiel im JPG-Format unterschiedliche Informationen zum gleichen Sachverhalt gleichzeitig sowohl in den Containern für Exif, als auch für IPTC und XMP abgelegt sein. Es ist undefiniert, welche Information gültig ist.
Mit der MWG-Spezifikation wird für das Beispiel JPG-Datei eindeutig festgelegt, dass die Exif-Information Vorrang vor IPTC und XMP hat, vorausgesetzt, dass sie hier vorliegt.